# Luthela taian
Espèce
Luthela taian est une espèce d'araignées mésothèles de la famille des Liphistiidae.

## Distribution
Cette espèce est endémique du Shandong en Chine,. Elle se rencontre vers Tai'an et Qufu.

## Description
Le mâle holotype mesure 12,50 mm et la femelle paratype 15,00 mm, les mâles mesurent de 12,50 à 16,60 mm et les femelles de 12,50 à 20,50 mm.

## Étymologie
Son nom d'espèce lui a été donné en référence au lieu de sa découverte, Tai'an.

## Publication originale
- Xu, Yu, Liu & Li, 2022 : « Delimitation of the segmented trapdoor spider genus Luthela gen. nov., with comments on the genus Sinothela from northern China (Araneae, Mesothelae, Liphistiidae). » Zootaxa, no 5091(1), p. 131-154.